# НШ Мура
Футболно училище Мура (на словенски: Nogometna Šola Mura), известен също като НШ Мура или просто Мура Мурска Собота, е футболен клуб от град Мурска Собота, Словения.
Клубът е основан през 1924 година в Югославия. Играе домакинските си мачове на стадион „Фазанерия“, Мурска Собота с капацитет 5500 зрители.

## Предишни имена
| Години             | Име                         |
| ------------------ | --------------------------- |
| 1924               | СК Мура SK Mura             |
| 1936               | НК Мура NK Mura             |
| 2005 (възстановен) | СД НК Мура 05 SD NK Mura 05 |
| 2005               | НД Мура ND Mura 05          |
| 2012 (възстановен) | НШ Мура NŠ Mura             |

## Успехи
- Словенска първа лига:
  -  Шампион (1): 2020/21
  -  Второ място (2): 1993/94, 1997/98.
  -  Трето място (3): 1992/93, 1995/96, 2011/12
- Словенска втора лига:
  -  Шампион (3): 2017/18
- Словенска трета лига:
  -  Шампион (1): 2005/06
- Купа на Словения:
  -  Носител (1): 1995
- Суперкупа на Словения:
  -  Носител (1): 1995
- Купа на MNZ Мурска Собота:
  -  Носител (11): 2016/17, 2017/18

## Български футболисти
- Светослав Диков: 2004 - (26 мача - 2 гола)
- Петър Шопов: 2004 - (17 мача - 2 гола)